# El intermediario (novela de 2005)
El intermediario (en inglés - The Broker) es una novela del escritor estadounidense John Grisham, publicada en los Estados Unidos el 11 de enero de 2005. La novela cuenta la historia de Joel Backman, un exconvicto que trata de vender el sistema de seguridad de un poderoso satélite al mejor postor.

## Sinopsis
Joel Backman es liberado de prisión gracias a la ayuda presidencial. Backman había obtenido un programa que podía poner en peligro la vigilancia y seguridad de un poderoso satélite. En vez de dar aviso a las autoridades sobre semejante descubrimiento, Joel pretende sacar provecho de la situación y pone a la venta el peligroso programa.